# 17225 Alanschorn
17225 Alanschorn este un asteroid din centura principală de asteroizi.

## Descriere
17225 Alanschorn este un asteroid din centura principală de asteroizi. A fost descoperit pe 2 februarie 2000 la Socorro, New Mexico, în cadrul proiectului LINEAR. Asteroidul prezintă o orbită caracterizată de o semiaxă mare de 2,34 ua, o excentricitate de 0,12 și o înclinație de 5,9° în raport cu ecliptica.